# Monoposto

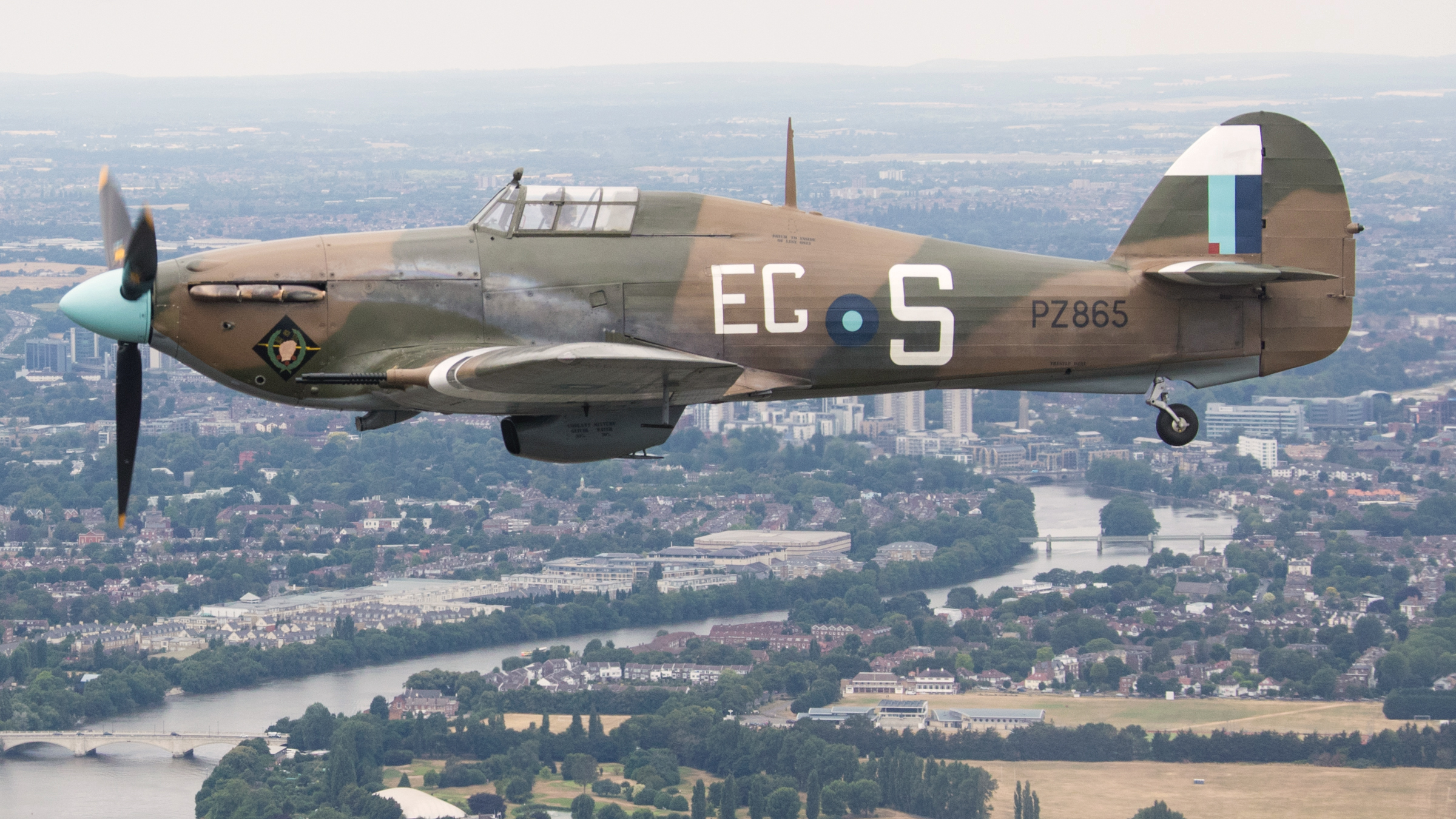
Um avião de caça monoposto
da Segunda Guerra.

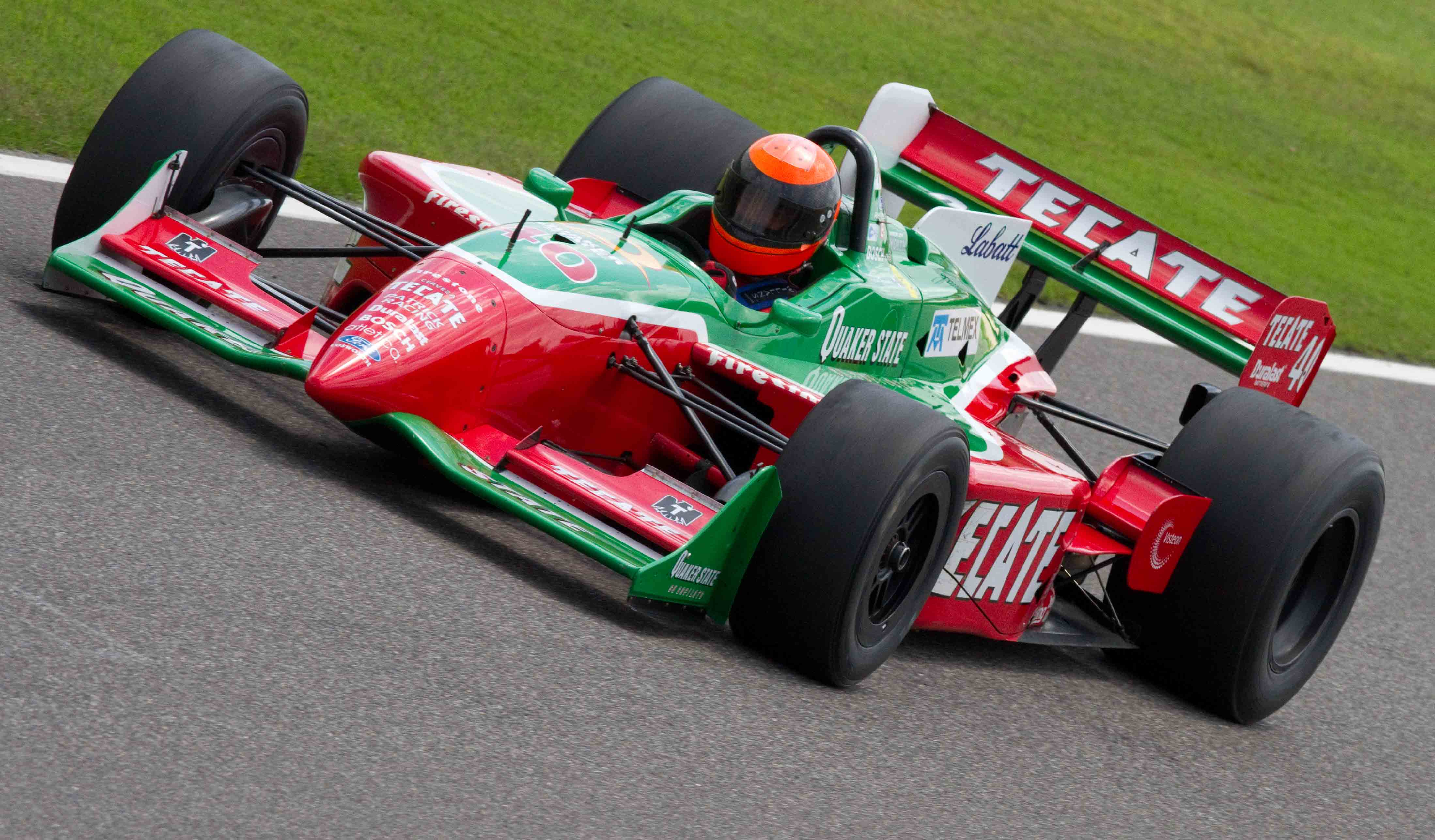
Um carro de corrida monoposto.

Monoposto (português brasileiro) ou monolugar (português europeu) é um termo que define um veículo que comporta apenas uma pessoa/piloto. O termo é geralmente empregado no contexto aeronáutico representado por aviões de caça ou automobilístico, representado por carros de fórmula respectivamente.

## No automobilismo
Os monopostos são usados especialmente em competições automobilísticas, tendo geralmente as rodas colocadas fora do corpo principal do veículo.
Os monopostos de corrida se destacam pelo seu alto grau de sofisticação, quando comparados com outros veículos de competição. O habitáculo do condutor é projetado de forma a possuir a menor largura possível, reduzindo assim a área frontal e favorecendo a aerodinâmica. O uso de aerofólios é um importante componente aerodinâmico, que empurra o automóvel contra o solo e aumenta assim a sua aderência.
Devido à sua excelente aerodinâmica e baixo peso, os monopostos são os automóveis de corrida mais rápidos, seja em retas ou em curvas. As corridas de monopostos podem se dar em autódromos ou circuitos de rua.
A categoria de monopostos mais conhecida mundialmente é a Fórmula 1, cujos carros se destacam por introduzir uma grande quantidade de avanços tecnológicos. Outra categoria de topo de monopostos bastante conhecida mundialmente, sobretudo na América do Norte - de onde se originou, é a Fórmula Indy (IndyCar), que se destaca pela presença de circuitos ovais, onde os carros atingem velocidades próximas de 400 km/h, e o regulamento exige especificações padronizadas de chassis (qualquer assistência eletrônica de componentes como direção e suspensão são proibidas) e motores, a fim de promover equilíbrio e o protagonismo do piloto. Algumas outras competições de monoposto incluem a Fórmula E (com monopostos elétricos), Fórmula 2 e Fórmula 3 (categorias de acesso à Fórmula 1), Super Fórmula Japonesa, Fórmula Ford, Fórmula Renault e Fórmula Vee (as últimas três são monotipos de empresas de automóveis).